# Jean-Léonard Picot
 (août 2023).
Jean-Léonard Picot est  dirigeant du club de basket-ball, Limoges CSP.

## Biographie
Jean-Léonard Picot est le patron de l'entreprise Limousine, Imprimerie de Labeur. Il siège au conseil de surveillance du Limoges CSP en tant que président du conseil de surveillance sous l'ère du président du club Youri Verieras. Il sera l'un des acteurs majeurs de la saison 2010-2011 (Pro A) lors des grèves de supporters.
Jean-Léonard Picot, démissionnera en 2018 puis remplacés par une nouvelle équipe mené par Céline Forte, actionnaire majoritaire de la SASP.